# Nicolae Victor Zamfir
 (août 2018).
Si vous disposez d'ouvrages ou d'articles de référence ou si vous connaissez des sites web de qualité traitant du thème abordé ici, merci de compléter l'article en donnant les références utiles à sa vérifiabilité et en les liant à la section « Notes et références ».
Pour les articles homonymes, voir Zamfir.
Nicolae Victor Zamfir est un physicien roumain né le 24 ou le 25 mars 1952. Il est membre correspondant de l'Académie roumaine depuis 2006.

## Décorations
- Officier de la Légion d'honneur Il est fait officier le 22 juin 2016[1]